# Пастори, Пальма фон
Пальма фон Пастори (венг. Pálma von Pászthory, в замужестве Пастори-Эрдман, нем. Pásztory-Erdmann; 23 мая 1884, Будапешт — 19 мая 1958, Хар) — австрийско-немецкая скрипачка. Дочь пианистки Гизелы фон Пастори, сестра пианистки Гизелы фон Пастори-младшей и композитора Казимира фон Пастори.
Училась в 1891—1893 гг. в Вене у Йозефа Максинчака и Августа Дюсберга, затем в 1893—1897 г. в Нюрнберге, где в этот период работала её мать со своим вторым мужем Августом Гёллерихом, у Юлиуса Бланкензее, в 1897—1899 гг. в Консерватории Хоха у Ивана Кнорра и Фрица Бассермана и наконец в 1899—1903 гг. в Берлинской высшей школе музыки у Йозефа Иоахима и Андреаса Мозера.
В 1903 г. обосновалась в Линце, где сразу же была удостоена золотой медали на Первом верхнеавстрийском музыкальном фестивале. Преподавала в музыкальной школе, которую возглавлял её отчим Гёллерих. В 1908—1914 гг. жила и работала в Лейпциге, с 1914 г. преподавала в Берлине в Консерватории Айхельберга-Окса. В 1916 г. перебралась в Мюнхен, затем в 1923—1925 гг. вновь работала в Линце как профессор музыкальной школы и концертмейстер местного оркестра. В 1925 г. вернулась в Мюнхен.
Концертировала как солистка с репертуаром в диапазоне от И. С. Баха и И. фон Бибера до Йозефа Иоахима. Была известна как пропагандист музыки Макса Регера, выступала с ним совместно (в частности, исполнив в 1910 году его скрипичный концерт с Берлинским филармоническим оркестром под управлением автора). Выступала также в составе фортепианного трио с Фрицем фон Бозе и Робертом Эмилем Хансеном, затем в составе другого трио с Эллой Йонас-Штокхаузен и Евгенией Штольц. В 1938—1939 гг. была первой скрипкой в струнном квартете Пастори.
Пальме фон Пастори принадлежит ряд переработок клавирных композиций Баха, Фридерика Шопена, П. И. Чайковского для скрипки или струнного квартета.